# Volker Beck (polityk)

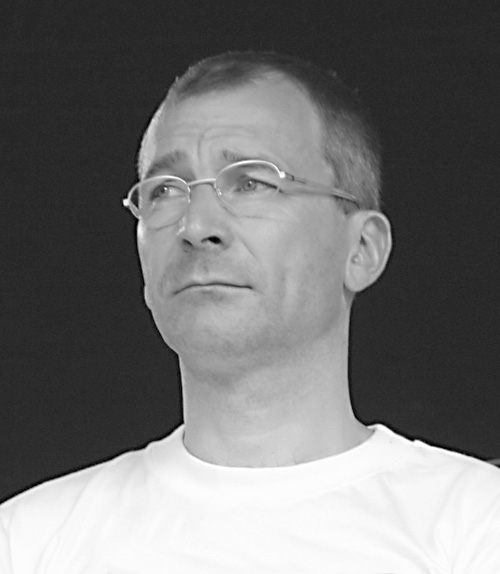
Volker Beck

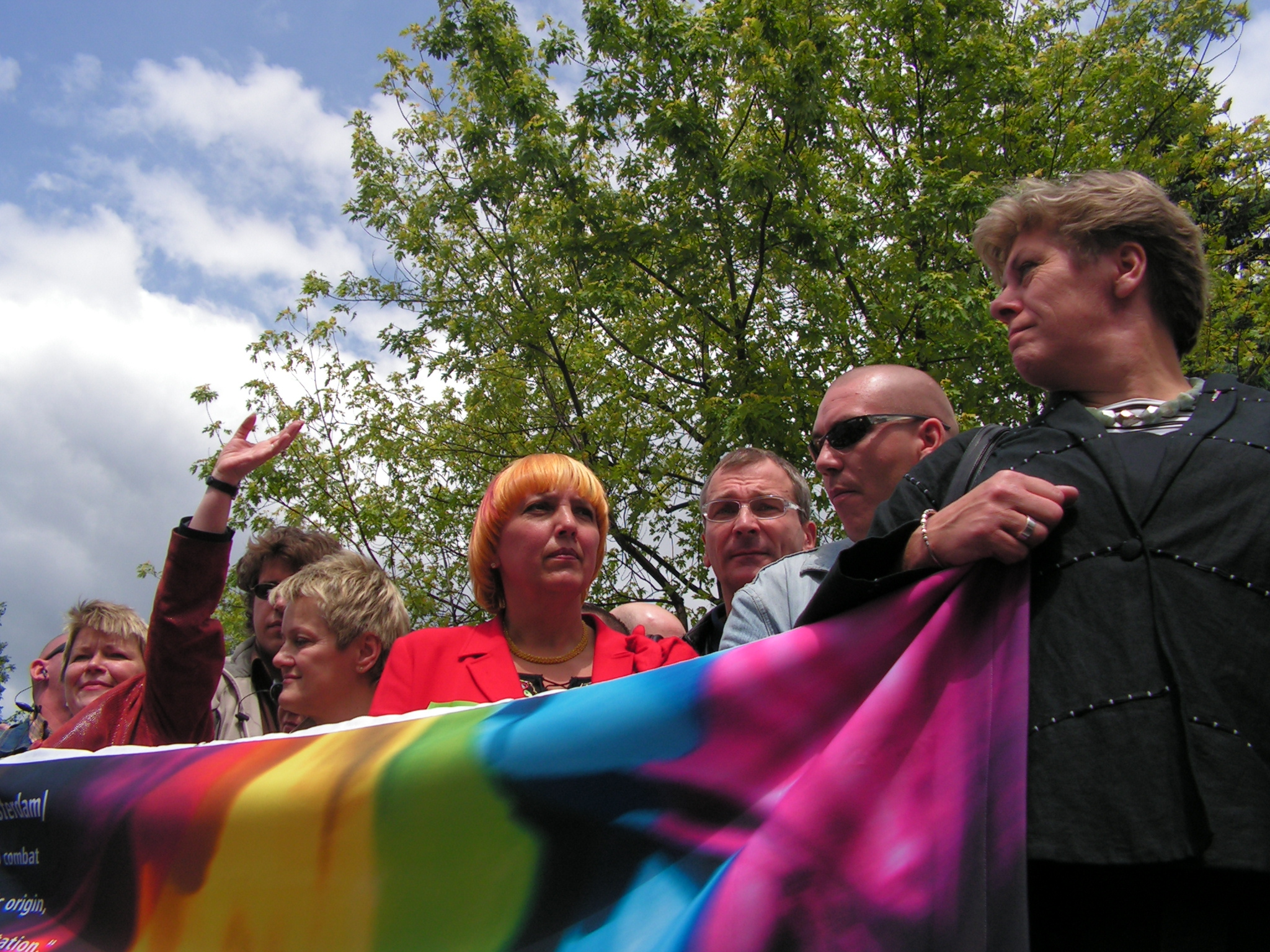
Volker Beck i Claudia Roth na Paradzie Równości w 2006 roku

Volker Beck (ur. 12 grudnia 1960 w Stuttgarcie) – niemiecki polityk partii Zielonych, w której jest ekspertem w sprawach prawnych.
Od 1994 roku deputowany do Bundestagu. Od 2002 roku przewodniczący frakcji parlamentarnej Związek 90/Zieloni. 11 stycznia 2005 roku został powołany na stanowisko doradcy w Komitecie do spraw Sankcji przy Radzie Bezpieczeństwa ONZ jako jeden z czterech ekspertów do spraw terroryzmu. Beck występował w obronie praw pracowników przymusowych poszkodowanych przez III Rzeszę do odszkodowania. Był jednym z animatorów powołania Fundacji Pamięć, Odpowiedzialność, Przyszłość, która zajmuje się wypłatą tych odszkodowań. Zajmował się również reformą systemu prawnego i systemu bezpieczeństwa państwa.
Wielokrotnie występował publicznie w obronie praw LGBT – przyczynił się istotnie do uchwalenia przez Bundestag ustawy o legalizacji w Niemczech związków partnerskich gejów i lesbijek. Otwarcie też mówi o swoim homoseksualizmie – w dokumentach, w rubrykach z pytaniem o stan cywilny, wpisuje „partnerstwo homoseksualne”. Występuje przeciwko wszelkim formom dyskryminacji ze względu na rasę, pochodzenie etniczne, płeć, orientację seksualną, wyznanie, wiek, niepełnosprawność. W czerwcu 2005 i 2006 roku uczestniczył w Paradach Równości w Warszawie.
Na swojej jawnie deklarowanej orientacji seksualnej Beck oparł kampanię wyborczą do Bundestagu. Według gazety „Süddeutsche Zeitung”, przeciętnemu Niemcowi kojarzy się przede wszystkim pozytywnie z homoseksualizmem.